# Pepo (vescovo)
Pietro detto Pepo (seconda metà del XII secolo – dopo il 1228) è stato un vescovo cattolico italiano.

## Biografia
Il vescovo Pietro, noto con il nome di Pepo, è documentato per la prima volta come vescovo di Grosseto nel 1220. Fu monaco cistercense, proveniente dall'abbazia di San Galgano in val di Merse e nato forse a Chiusdino; meno credibile la sua appartenenza all'Ordine dei frati minori, come indicato talvolta a partire da Luca Wadding perché ne farebbe un improbabile primo vescovo francescano, nominato addirittura quando Francesco d'Assisi era ancora in vita, fatto non di poco conto ma del quale non esiste alcuna fonte a supporto.
Pepo si ritrovò a scontrarsi con i conti Aldobrandeschi, signori di Grosseto, in lotta contro la Repubblica di Siena. Il vescovo lamentava abusi e sopraffazioni da parte della potente casata, tanto che si schierò con i senesi e invocò la loro protezione sottoponendo nell'aprile 1228 i territori di Roselle e di Istia d'Ombrone, di proprietà della mensa vescovile, al controllo senese.